# Lubochenka
Lubochenka (Biała Gać, Luboszewka) – struga, lewy dopływ Czarnej o długości 11,5 km.
Struga płynie w powiecie tomaszowskim. Jej źródła znajdują się w okolicy wsi Lubochenek. Przepływa przez Brenicę, Olszowiec, Lubochnię, Luboszewy i Tomaszów Mazowiecki, gdzie uchodzi do Czarnej.
Nazwa Lubochenka pojawia się w źródłach dopiero pod koniec XVIII w. (1791). Inne odcinkowe lub wariantowe nazwy rzeki: Biała Gać, Luboszanka, Luboszewka, Struga Lubocheńska. Historycy uważają, że rzeka Lubochenka nosiła niegdyś (XIV-XIX w.) nazwę Piasecznica (atestacje pochodzą z lat 1335, 1417, 1458, 1515, 1822-43, 1840).